# Китайско-эмиратские отношения
Китайско-эмиратские отношения — двусторонние дипломатические отношения между Китайской Народной Республикой и Объединёнными Арабскими Эмиратами. Они впервые были установлены в 1984 году. ОАЭ содержат посольство в Пекине и генеральное консульство в Гонконге, в свою очередь Китай имеет своё посольство в Абу-Даби и генеральное консульство в Дубае. ОАЭ и Китай выступают в качестве союзников на международном уровне, тесно сотрудничая по экономическим, политическим и культурным вопросам. Обе страны являются членами БРИКС.

## История
Отношения между двумя государствами исторически основываются на высоком уровне торговли. В 2007 году двусторонняя торговля между Китаем и ОАЭ достигла новых максимумов, превысив 19,4 миллиардов долларов и показав рост на уровне 41 процента. В ОАЭ работает около 2 000 китайских кампаний, также в стране существует крупная китайская диаспора, занятая преимущественно в строительном секторе. Кроме того, ОАЭ является вторым по объёму торговым партнером Китая в регионе Персидского залива и крупнейшим по импорту китайской продукции.
Премьер Госсовета КНР Вэнь Цзябао отмечал, что ОАЭ являются одним из важнейших экономических партнёров Китая в регионе Персидского залива, служа местом транзита китайской продукции на рынки Ближнего Востока и Африки. Он также призвал эмиратский бизнес инвестировать в Китай и китайские компании инвестировать в ОАЭ, отметив, что расширение двустороннего сотрудничества способствует фундаментальным интересам обеих стран.
Во время визита в Китай в 2010 году министр внешней торговли ОАЭ шейха Лубна аль-Касими выразила заинтересованность ОАЭ в укреплении стратегического партнёрства с Китаем и развитии торгово-инвестиционного сотрудничества.

## Договоры
В мае 2010 года обе стороны подписали меморандум о взаимопонимании с целью развития сотрудничества в области железнодорожного строительства. В соответствии с документом, подписанным министром железных дорог Китая Лю Чжицзюнем и министром общественных работ ОАЭ шейхом Хамданом ибн Мубараком аль-Нахайяном, стороны приступили к широкому сотрудничеству в таких областях, как развитие железных дорог, инженерное строительство, обмен технологиями и подготовка кадров.

## Иммиграция
По состоянию на 2008 год около 200 000 человек китайского происхождения проживало в ОАЭ

## Туризм
Туризм также играет важную роль в отношениях двух стран. В январе 2018 года Китай отменил визы для граждан ОАЭ с возможностью пребывания в стране на срок до 30 дней при каждом посещении, а китайские туристы, приезжающие в ОАЭ, получают визы по прибытии.